# Abbotsley
Abbotsley est un village et une paroisse civile du Cambridgeshire, en Angleterre. Il est situé dans le sud-ouest du comté, à 7 km au sud-est de la ville de St Neots et à 25 km à l'ouest de Cambridge. Administrativement, il relève du district du Huntingdonshire.

## Toponymie
Le toponyme Abbotsley provient du vieil anglais et désigne une clairière (lēah) liée à un individu nommé Ealdbeald. Il est attesté sous la forme Adboldesle au XIIe siècle.

## Démographie
Au recensement de 2011, la paroisse civile d'Abbotsley comptait 446 habitants.
| Année      | 1911 | 1921 | 1931 | 1951 | 1961 | 1971 | 1981 | 1991 | 2001 | 2011 |
| ---------- | ---- | ---- | ---- | ---- | ---- | ---- | ---- | ---- | ---- | ---- |
| Population | 328  | 321  | 263  | 283  | 263  | 307  | 346  | 346  | 425  | 446  |

## Culture locale et patrimoine

### Lieux et monuments
L'église paroissiale d'Abbotsley est dédiée à sainte Marguerite. La majeure partie du bâtiment remonte au XIVe siècle, avec quelques ajouts ultérieurs et une restauration notable par William Butterfield en 1861. Au sommet de la tour, des statues se dressent aux quatre coins du parapet. Ces sculptures du XVIe siècle représentent, selon la tradition locale, les rois Macbeth, Malcolm III, Harold Godwinson et Guillaume le Conquérant. L'église est un monument classé de Grade II* depuis 1959.

### Personnalités liées
- L'évêque de Lincoln Robert Grossetête (mort en 1253) détient le bénéfice d'Abbotsley à partir de 1225[4].
- Le prélat anglican Charles Atmore Ogilvie (en) (1793-1873) est recteur d'Abbotsley de 1822 à 1839[5].